# 烏克蘭斯凱 (海尼切斯克區)
46°40′20″N 34°39′8″E / 46.67222°N 34.65222°E
烏克蘭斯凱（烏克蘭語：Українське）是位於烏克蘭南部的村莊，由赫爾松州海尼切斯克區的伊萬尼夫卡市鎮負責管轄。該村始建於1903年，面積93平方公里，海拔高度32米，2001年人口716，人口密度每平方公里7.7人。